# Ione (Oregón)
Ione es una ciudad ubicada en el condado de Morrow en el estado estadounidense de Oregón. En el año 2000 tenía una población de 321 habitantes y una densidad poblacional de 213.7 personas por km².

## Geografía
Ione se encuentra ubicada en las coordenadas 45°30′3″N 119°49′28″O / 45.50083, -119.82444.

## Demografía
Según la Oficina del Censo en 2000 los ingresos medios por hogar en la localidad eran de $37,500 y los ingresos medios por familia eran $43,750. Los hombres tenían unos ingresos medios de $32,143 frente a los $21,250 para las mujeres. La renta per cápita para la localidad era de $14,531. Alrededor del 6.2% de la población estaban por debajo del umbral de pobreza.